# Nahbegegnung der dritten Art
Nahbegegnung der dritten Art (englisch close encounter of the third kind, kurz CE-3) ist eine Moderne Legende.  Mit diesem Terminus wird in der pseudowissenschaftlichen Ufologie die angebliche Sichtung eines oder mehrerer UFO-Insassen durch einen menschlichen Beobachter bezeichnet. Sie ist Teil einer Klassifikation durch J. Allen Hynek aus dem Jahre 1972, welche vier Arten der Nahbegegnung mit UFOs definiert. Hyneks originale Skala wurde im Verlauf der Geschichte der Ufologie mehrfach ausgebaut. Von der US-Luftwaffe wurden Berichte von Nahbegegnungen der dritten Art als „psychologische Fälle“ eingestuft.
Auch in der Unterhaltungsindustrie wurde das Phänomen mehrfach verarbeitet, zum Beispiel in den Spielfilmen Unheimliche Begegnung der dritten Art und Die vierte Art.